# Gonanticlea
Gonanticlea là một chi bướm đêm thuộc họ Geometridae.